# Lathys dihamata
Lathys dihamata är en spindelart som beskrevs av Paik 1979. Lathys dihamata ingår i släktet Lathys och familjen kardarspindlar. Inga underarter finns listade i Catalogue of Life.